# Фотоприбор (мини-футбольный клуб)
«Фотоприбор» (Черкассы) — украинский мини-футбольный клуб, участник чемпионата и кубка Украины.
В 1990 году «Фотоприбор» принимает участие в первом розыгрыше кубка Украины. Команда успешно проходит стадию четвертьфинала, но в полуфинале уступает ДХТИ со счётом 2:4.
В чемпионате Украины 1992 года «Фотоприбор» попадает по итогам группового турнира в шестёрку лучших, а по итогам финальной части занимает шестое место среди тринадцати команд.
В 1993 году «Фотоприбор» принимает участие в финальном турнире кубка Украины в числе восьми лучших команд страны. В состав команды входят Сергей Сарапионов, Александр Мацюта, Виктор Козырев, Виктор Швед, Виктор Шепель, Владимир Ковбий, Александр Свистун, Виктор Беленький, Владимир Колесниченко, Виктор Украинский и Игорь Карлов, а также тренер Владимир Колесниченко.
Чемпионат Украины по мини-футболу 1993/1994 «Фотоприбор» завершает на предпоследнем, пятнадцатом месте.
В 1991 году в «Фотоприборе» начинали свои выступления известные украинские мини-футболисты братья Сергей и Юрий Усаковские.